# Liste der Monuments historiques in Lignéville
Die Liste der Monuments historiques in Lignéville führt die Monuments historiques in der französischen Gemeinde Lignéville auf.

## Liste der Immobilien
| Bezeichnung               | Beschreibung           | Standort               | Kennzeichnung | Schutzstatus | Datum | Bild           |
| ------------------------- | ---------------------- | ---------------------- | ------------- | ------------ | ----- | -------------- |
| Kirche St-Pierre-ès-Liens | ab dem 12. Jahrhundert | Rue de l’Église (Lage) | PA00107194    | Inscrit      | 1948  | weitere Bilder |

## Liste der Objekte
| Bezeichnung                     | Beschreibung                                      | Standort                                | Kennzeichnung | Schutzstatus | Datum | Bild |
| ------------------------------- | ------------------------------------------------- | --------------------------------------- | ------------- | ------------ | ----- | ---- |
| Skulptur Heilige Anna           | Stein, farbig gefasst, Mitte des 16. Jahrhunderts | in der Kirche St-Pierre-ès-Liens (Lage) | PM88000504    | Classé       | 1964  |      |
| Skulptur Madonna mit Kind (1)   | Stein, farbig gefasst, um 1600                    | in der Kirche St-Pierre-ès-Liens (Lage) | PM88000507    | Classé       | 1964  |      |
| Grabstein für Béatrix d’Anglure | Stein, 1556                                       | in der Kirche St-Pierre-ès-Liens (Lage) | PM88000503    | Classé       | 1951  |      |
| Skulptur Madonna mit Kind (2)   | Stein, farbig gefasst, Mitte des 16. Jahrhunderts | in der Kirche St-Pierre-ès-Liens (Lage) | PM88000506    | Classé       | 1964  |      |
| Gemälde Madonna mit Kind        | Ölfarbe auf Holz, Holzrahmen, 17. Jahrhundert     | in der Kirche St-Pierre-ès-Liens (Lage) | PM88001546    | Classé       | 1981  |      |
| Reiterskulptur Heiliger Georg   | Holz, farbig gefasst, um 1630                     | in der Kirche St-Pierre-ès-Liens (Lage) | PM88000505    | Classé       | 1964  |      |
| Pietà                           | Stein, farbig gefasst, 16. Jahrhundert            | in der Kapelle St-Basle (Lage)          | PM88000508    | Classé       | 1964  |      |